# John Rewald
John Rewald (12 mai 1912 - 2 février 1994) est un historien de l'art américain d'origine allemande, spécialiste reconnu de l'impressionnisme et du post-impressionnisme.

## Biographie
Né Gustav Rewald à Berlin au sein d'une famille juive, John Rewald fit ses études d'histoire de l'art dans plusieurs universités allemandes (notamment à Hambourg auprès d'Erwin Panofsky et à Francfort auprès de Fritz Saxl) avant de se rendre à Paris à la Sorbonne, en 1932, pour ce qui ne devait être, à l'origine, qu'une année d'études. Mais avec l'arrivée au pouvoir d'Adolf Hitler au début de l'année 1933, il fut contraint de rester en France où il vécut dès lors en exil. C'est là qu'il découvrit et se prit de passion pour l'œuvre de Paul Cézanne. Il écrivit alors sa thèse à la Sorbonne sous la direction d'Henri Focillon, qui portait sur les relations d'Émile Zola et de Cézanne, travail qu'il acheva en 1936.
En 1941, l’Académie française lui décerne le prix Charles-Blanc pour cet ouvrage publié en 1939, Cézanne : Sa vie, son œuvre, son amitié pour Zola.
Au moment de la déclaration de guerre de la France à l'Allemagne en 1939, il fut interné par les autorités françaises à cause de son origine allemande. En 1941, il parvint à quitter la France occupée. Il trouva refuge aux États-Unis, comme grand nombre d'historiens de l'art allemands et autrichiens de confession juive destitués de leur position par les Nazis, exode qui provoqua le déplacement de la plus brillante école d'histoire de l'art du temps des pays germaniques vers les universités américaines, qui devinrent dès lors le grand centre international de recherches sur l'art. D'abord protégé d'Alfred Barr, le fondateur du Museum of Modern Art, Rewald organisa des expositions d'art moderne puis se consacra à l'écriture de son œuvre majeure, son Histoire de l'impressionnisme, qui fut publiée en 1946 et unanimement saluée par la critique : il s'agissait de la première étude synoptique de l'histoire du mouvement à être publiée en langue anglaise. Il s'agit d'un compte-rendu documentaire et très précis de l'histoire de l'impressionnisme année après année, qui continue encore à faire autorité pour la chronologie du mouvement, ses dates marquantes et les documents le concernant, bien qu'il se montre moins riche en ce qui concerne l'analyse des œuvres. Rewald continua à enrichir son ouvrage tout au long de sa carrière, ce qui donna lieu à cinq nouvelles éditions. Il écrivit également, sur le même modèle, une Histoire du post-impressionnisme.
Après la guerre, Il fut professeur associé à l'université de Princeton pendant quelques années, puis professeur à l'université de Chicago et à la City University of New York, où il resta jusqu'à la fin de sa carrière.
Il fut le premier et le principal spécialiste de l'œuvre de Cézanne, sur lequel il écrivit plusieurs ouvrages et dont il réalisa le catalogue raisonné de l'œuvre (publié après sa mort).
En 1979, il organisa une grande rétrospective consacrée aux œuvres tardives de Cézanne au MoMA. Il milita activement pour le sauvetage de l'atelier du peintre à Aix-en-Provence, qui fut achetée par une fondation et transformé en musée. À sa mort, en 1994, Rewald fut enterré à Aix, près de la tombe du peintre dont l'étude de l'œuvre l'occupa toute sa vie.
Mis à part son intérêt pour Cézanne, Rewald était internationalement reconnu pour son travail sur les avant-gardes françaises picturales de la fin du XIXe siècle et du début du XXe siècle, auxquelles il fut l'un des premiers à s'intéresser au sein du monde universitaire, selon une rigoureuse méthode d'analyse d'historien et non de critique, produisant des ouvrages de référence sur Pissarro, Seurat, le post-impressionnisme, Pierre Bonnard, Aristide Maillol, les Fauves, éditant le catalogue raisonné des sculptures de Degas ainsi que les lettres de Gauguin, Pissarro et Cézanne. Grand travailleur, il a publié plus de 600 textes au cours de sa vie.
Grâce à Rewald et à son travail scrupuleux d'historien, l'étude de l'impressionnisme et du post-impressionnisme acquit pour la première fois des bases universitaires et scientifiques solides.

## Principales œuvres
- Cézanne et Zola (1936)
- Gauguin (1938 Editions HYPERION)
- Maillol (1939)
- Georges Seurat (1943)
- Histoire de l'impressionnisme (1946)
- Paul Cézanne (1948)
- Pierre Bonnard (1948)
- Les Fauves (1952)
- Histoire du Post-Impressionnisme : de Van Gogh à Gauguin (1956)
- Studies in Impressionism (1986)
- Studies in Post-Impressionism (1986)
- Cézanne, une biographie (1986)
- Seurat, une biographie (1990)
- Camille Pissarro (1963)
- Cézanne, les Stein et leur cercle (1987)
- Cézanne en Amérique (1989)
- Les peintures de Paul Cézanne : catalogue raisonné par John Rewald en collaboration avec Walter Feilchenfeldt et Jayne Warman (1996)

Editions
- Paul Cézanne, Lettres (1941)
- Paul Gauguin, Lettres (1943)
- Camille Pissarro, Lettres à son fils Lucien (1943)
- The Woodcuts of Aristide Maillol (1943), catalogue raisonné
- Renoir, dessins (1946)
- Paul Cézanne, Carnets de Dessins (1951)
- Les sculptures d'Edgar Degas (1957), catalogue raisonné
- Gauguin, dessins (1958)